# MIDI SURF
「MIDI SURF」は、THE MAD CAPSULE MARKET'Sのシングル。

## 背景
アルバム『DIGIDOGHEADLOCK』（1997年）リリース後、全国ツアー「DIGIDOGHEALOCK TOUR」を敢行し、11月21日には同アルバムより「CRASH POW」と「CLEATURE」をシングルカットとして同時リリースする。その後、「DIGIDOGHEALOCK TOUR'98」と立て続けにライブツアーを敢行し、主催イベント「MAD HOUSE」を定期的に開催するなど活動の幅が広がっていた。 
その後、11枚目のシングルとして本作はリリースされた。

## 録音
本曲は青山にあるビクター501スタジオでレコーディングされ、横浜にあるランドマークスタジオでミックスダウン作業が行われた。

## 音楽性
音楽情報サイト『CDジャーナル』では、「制限速度無視のビート。咆哮するヴォーカル。ノイジー&ラウドなギター。すべてが狂った今という時代を映し出す鏡のようなサウンドだ」、音楽情報サイト『ローチケHMV』では、「脳髄にズキズキとくるデジタル音とズシズシ伝わるベースの音」と記されている。

## リリース
1998年8月28日発売。初回限定盤にはポチカーのチョロQが付いている。また、限定生産でソノシート盤も発売されたが、CDとは異なり、「MIDI SURF STRRRRIVE!! MIX」が収録されていない。
アルバム『OSC-DIS』にも収録されているが、アルバム収録版はリミックスされている。
この作品が、『THE MAD CAPSULE MARKET'S」名義で発売した最後の作品となり、以降の作品は『'』（アポストロフィー）が外され、『THE MAD CAPSULE MARKETS』となっている。

## アートワーク
シングルのジャケットはアルバム『DIGIDOGHEADLOCK』に続き犬の頭をモチーフに、車輪の付いた自動車の形状となっている。シングルの初回限定版にはジャケットイラストを模したチョロQが付属しており、このアイデアはアートワークを担当している土井宏明がミニカーの付属を提案したが、KYONOからチョロQとの提案があったため、最終的にチョロQを付属する事で決定した。
スタッフサイドがはメーカーであるタカラに交渉を試みるも、採算性の問題からメンバーは実現不可能と半ば諦めかけていた。しかし、その後タカラの社長直轄の部署から採算無視で制作するという人物が現れ、急遽実現する事となった。
上田はこの時期の事を、「俺らだけじゃなくて、周りのスタッフ含めメーカー含め、みんなで遊び始めだしたっていうか、遊びたいって思い始めた頃。チームワークが出来上がってきたってことだよね」、「俺は基本的に放っておくとずーっとスタジオ入っちゃうような人間だから、そうやって外からいろんな刺激を与えてもらうのはすごい面白かった」と語っている。
また、同時リリースのソノシート盤のジャケットはCD盤と異なり、ポチカーがアニメ調のイラストになっており、タイトルも「ミディサーフ」とカタカナで表記されている。

## ミュージック・ビデオ
本作のミュージック・ビデオはサカグチケンが監督している。内容は、プロローグとして複数の白人男性が同じ部屋でテレビを見ており、そのテレビ画面にはサーフィンをする男性の姿にBGMとして同バンドの「ASPHALT-BEACH」が流されている。途中、テレビ画面が異常を起こし、まともに見れなくなった事に憤慨した白人男性たちは口々にテレビ画面に向かって罵倒する言葉を発言し、やがてスケートボードを片手に全員が外へ出ていく。その後、曲のオープニングが始まり、全編でデストロイダーの姿をした男の姿とスケートボードに興じる男性たち、メンバーによる演奏の映像で構成されている。

## シングル収録曲
| 全作曲: TAKESHI“￥”UEDA。 |                               |                                           |                 |                          |      |
| #                         | タイトル                      | 作詞                                      | 作曲・編曲      | 編曲                     | 時間 |
| 1.                        | 「MIDI SURF」                 | TAKESHI“￥”UEDA & KYONO（補作詞:J.MILES） | TAKESHI“￥”UEDA | THE MAD CAPSULE MARKET'S | 3:33 |
| 2.                        | 「TO GLOW」                   | TAKESHI“￥”UEDA                           | TAKESHI“￥”UEDA | THE MAD CAPSULE MARKET'S | 2:34 |
| 3.                        | 「MIDI SURF STRRRRIVE!! MIX」 | TAKESHI“￥”UEDA & KYONO（補作詞:J.MILES） | TAKESHI“￥”UEDA | TAKESHI & KEI            | 6:04 |

## スタッフ・クレジット

### THE MAD CAPSULE MARKET'S
- KYONO - ボーカル
- TAKESHI "￥" UEDA - ベース、プログラミング、ボーカル
- MOTOKATSU - ドラムス、プログラミング

### 参加ミュージシャン
- TORUxxx (LONDS OF THREE) - ギター、バッキング・ボーカル
- 草間敬 - プログラミング

### スタッフ
- THE MAD CAPSULE MARKET'S - プロデューサー
- ギャリー・スタウト - レコーディング・エンジニア、ミックス・エンジニア
- 関根青磁（ビクタースタジオ） - アシスタント・エンジニア、佐藤宏明（ランドマークスタジオ） - アシスタント・エンジニア
- 山崎和重（ビクタースタジオ） - マスタリング・エンジニア
- HIRO - ドラム・サウンド・コーディネーター
- おおまちあきら - ベース&ギター・サウンド・コーディネーター
- やじまじゅんいち - インストゥルメント・テク
- ジョージ・カックル (WHAT'S UP? MUSIC) - 翻訳
- J.MILES - 翻訳
- 横田直樹（ビクター・スピードスター） - A&R
- 田中義則 - マネージメント・スタッフ
- 斎須敏治 - マネージメント・スタッフ
- 曽根功 - マネージメント・スタッフ
- MAYUKI (DESTROYDER) - マネージメント・スタッフ
- 小野朗（ビクター・スピードスター） - プロモーション・ヘッド・スタッフ
- 山本雅美（ビクター・スピードスター） - セールス・ヘッド・スタッフ
- よこやまふみこ (DESTROYDER) - マネージメント・デスク
- 田中智子（ビクター・スピードスター） - プロモーション・デスク
- 後藤由多加 (DESTROYDER) - エグゼクティブ・プロデューサー
- 高垣健（ビクター・スピードスター） - エグゼクティブ・プロデューサー
- 土井宏明 (POSITRON) - アート・ディレクション、デザイン
- 和田亨 (POSITRON) - デザイン
- オカモトケンジ - コンピュータグラフィックス
- 富岡克文（ビクターデザインセンター） - デザイン・コーディネーション
- LONDS OF THREE - サンクス
- 有島博志 - サンクス
- ANIKI HARA - サンクス
- FENDER JAPAN.LTD - サンクス
- LUDWIG - 野中貿易 - サンクス
- エレクトロ・ハーモニクス - サンクス
- モリダイラ楽器 - サンクス
- ヘイマーUSA - サンクス
- 中尾貿易 - サンクス
- てらおかけいいち（タカラ） - サンクス

## リリース履歴
| No. | 日付          | 国名 | レーベル                 | 規格                                 | 規格品番                      | 最高順位    | 備考                             |
| --- | ------------- | ---- | ------------------------ | ------------------------------------ | ----------------------------- | ----------- | -------------------------------- |
| 1   | 1998年8月28日 | 日本 | スピードスター・レコード | CD（初回盤） CD（通常盤） ソノシート | VIZL-34 VICL-35033 VIKL-30006 | 19位 47位 - | ソノシート盤はジャケットが異なる |